# PlayStation 4
 (јап. プレイステーション4, romanizovano: Pureisutēshon Fō, transkr. Plejstejšn 4), zvanično skraćeno PS4, je  igračka konzola Sony Computer Entertainment-a. Proglašena kao naslednik  na konferenciji za štampu 20. februara 2013, PS4 je izašao 15. novembra 2013. u Severnoj Americi, a 29. novembra u Evropi, a u konkurenciji je sa Xbox One-om, Wii U-om i Nintendo Switch-om, kao deo osme generacije igračkih konzola.
Udaljavajući se od ćelijske arhitekture PlayStationa 3, PlayStation 4 će krasiti jednostavniji AMD procesor u nadi da će privući širi okrug razvijača i podrške za sistem. Soni takođe planira da stavi više fokusa na socijalni gejmplej, pripajanjem “šer” dugmeta na novom kontroleru i omogućavanjem gledanja igara u toku strimovanih uživo od prijatelja. Konzola će se fokusirati na interaktivnosti sa drugim uslugama i uređajima, uključujući Gaikai, igračka usluga bazirana na oblačićima koja će nuditi sadržaj i igre koji mogu biti preuzeti; PlayStation aplikaciju koja povezuje pametne telefone i tablete u sekundarni ekran da poboljša gejmplej; i  koja ima mogućnost da pokrene veliki broj igara preko opcije Rimout plej.

## Spoljašnje veze
- „Zvanični sajt za SAD”. Архивирано из оригинала 11. 12. 2013. г. Приступљено 12. 09. 2013.
- „Zvanični sajt za UK”. Архивирано из оригинала 11. 06. 2013. г. Приступљено 12. 09. 2013.
- „Zvanični sajt za Australiju”. Архивирано из оригинала 28. 12. 2013. г. Приступљено 12. 09. 2013.
- Zvanični sajt za Novi Zeland
- Zvanični sajt za Latinsku Ameriku
- „Zvanični sajt za Japan”. Архивирано из оригинала 15. 06. 2013. г. Приступљено 12. 09. 2013.
- „Званични сајт за Русија”. Архивирано из оригинала 20. 06. 2014. г. Приступљено 02. 12. 2013.